# James Colville (cầu thủ bóng đá)
James Colville là một cầu thủ bóng đá. Ông thường thi đấu ở vị trí ở vị trí tiền đạo, thi đấu cho Newton Heath trong mùa giải 1892–93, cũng như Annbank và Fairfield.